# Matt Thompson
Matthew Thompson (ur. 18 września 1982 w Sydney) – australijski piłkarz występujący na pozycji obrońcy. Zawodnik klubu Melbourne Heart.

## Kariera klubowa
Thompson seniorską karierę rozpoczął w 1999 roku w zespole Parramatta Power z National Soccer League. Przez 5 lat rozegrał tam 93 spotkania i zdobył 8 bramek. W 2004 roku odszedł do Macarthur Rams występującym w drugiej lidze stanu Nowa Południowa Walia. W 2005 roku przeszedł do Marconi Stallions z pierwszej ligi tego stanu.
W 2005 roku Thompson trafił do Newcastle United Jets z A-League. Zadebiutował tam 26 sierpnia 2005 roku w przegranym 0:1 pojedynku z Adelaide United. 18 września 2005 roku w wygranym 4:0 spotkaniu z New Zealand Knights strzelił pierwszego gola w A-League. W 2008 roku zdobył z zespołem mistrzostwo A-League.
W 2010 roku Thompson odszedł do Melbourne Heart, także występującego w A-League. Pierwszy ligowy mecz zaliczył tam 5 sierpnia 2010 roku przeciwko Central Coast Mariners (0:1).

## Kariera reprezentacyjna
W reprezentacji Australii Thompson zadebiutował 28 stycznia 2009 roku w zremisowanym 0:0 meczu eliminacji Pucharu Azji 2011 z Indonezją.